# Tornei di tennis femminili indipendenti nel 1984
Nel 1984 la maggior parte dei tornei di tennis femminili facevano parte del Virginia Slims World Championship Series 1984 ma alcuni non erano inseriti in nessuno circuito.

## Gennaio
| Settimana | Torneo                                                                    | Vincitore  | Finalista                 | Semifinalisti | Eliminati ai quarti |
| --------- | ------------------------------------------------------------------------- | ---------- | ------------------------- | ------------- | ------------------- |
| gennaio   | New Zealand Championships 1984 Auckland, Nuova Zelanda Singolare - Doppio | L. Stewart | non conosciuta (bandiera) |               |                     |
| gennaio   | New Zealand Championships 1984 Auckland, Nuova Zelanda Singolare - Doppio |            |                           |               |                     |

## Febbraio
Nessun evento

## Marzo
Nessun evento

## Aprile
| Settimana | Torneo                                                    | Vincitore                   | Finalista     | Semifinalisti | Eliminati ai quarti |
| --------- | --------------------------------------------------------- | --------------------------- | ------------- | ------------- | ------------------- |
| 4 aprile  | Carta Blanca Invitational 1984 Santa Clara, USA Singolare | Chris Evert 6-1 6-1         | Andrea Jaeger |               |                     |
| 29 aprile | Natal Open 1984 Durban, Sudafrica Singolare - Doppio      | Peanut Louie-Harper 6-1 6-4 | Rene Uys      |               |                     |
| 29 aprile | Natal Open 1984 Durban, Sudafrica Singolare - Doppio      |                             |               |               |                     |

## Maggio
Nessun evento

## Giugno
| Settimana | Torneo                                                                   | Vincitore            | Finalista | Semifinalisti | Eliminati ai quarti |
| --------- | ------------------------------------------------------------------------ | -------------------- | --------- | ------------- | ------------------- |
| 10 giugno | Kent Championships 1984 Beckenham, Gran Bretagna Erba Singolare - Doppio | Terry Phelps 7-6 6-2 | Watanabe  |               |                     |
| 10 giugno | Kent Championships 1984 Beckenham, Gran Bretagna Erba Singolare - Doppio |                      |           |               |                     |

## Luglio
| Settimana | Torneo                                                          | Vincitore                 | Finalista       | Semifinalisti | Eliminati ai quarti |
| --------- | --------------------------------------------------------------- | ------------------------- | --------------- | ------------- | ------------------- |
| luglio    | Swedish Open 1984 Båstad, Svezia Terra rossa Singolare - Doppio | Anette Gulley 4-6 6-4 6-4 | Carin Anderholm |               |                     |
| luglio    | Swedish Open 1984 Båstad, Svezia Terra rossa Singolare - Doppio |                           |                 |               |                     |
| 22 luglio | WTA Austrian Open 1984 , Austria Singolare - Doppio             | Helena Suková 6-3 6-4     | Petra Huber     |               |                     |
| 22 luglio | WTA Austrian Open 1984 , Austria Singolare - Doppio             |                           |                 |               |                     |
| 28 luglio | Australian Indoors 1984 Sydney, Australia Singolare             | Chris Evert 7-5 6-2       | Pam Shriver     |               |                     |

## Agosto
Nessun evento

## Settembre
Nessun evento

## Ottobre
Nessun evento

## Novembre
| Settimana | Torneo                                                             | Vincitore                 | Finalista                 | Semifinalisti | Eliminati ai quarti |
| --------- | ------------------------------------------------------------------ | ------------------------- | ------------------------- | ------------- | ------------------- |
| novembre  | WTA Argentine Open 1984 Buenos Aires, Argentina Singolare - Doppio | Gabriela Sabatini 6-0 6-3 | Laura Arraya Gildemeister |               |                     |
| novembre  | WTA Argentine Open 1984 Buenos Aires, Argentina Singolare - Doppio |                           |                           |               |                     |

## Dicembre
Nessun evento